# Kashu-nadin-ahhe
Kashu-nadin-ahhe "Kassite (Dios) da (un) hermano", ca. (1006-1004) a. C. fue el tercero y último rey de la II Dinastía del País del Mar (Dinastía V de Babilonia). Su breve reinado estuvo marcado por las dificultades y la hambruna, tan severas, que causaron la suspensión de las ofrendas regulares de comida y bebida en el templo Ebabbar, dedicado a Shamash, en Sippar.

## Biografía
El elemento teofórico en su nombre es la única, aunque tenue referencia a la dinastía casita, y puede no ser indicativa de su afiliación y presumible legitimidad. Fue hijo de un cierto SAPpaia, por otra parte, desconocido. La Lista sincrónica de reyes le registra como contemporáneo del rey asirio Asurnasirpal I, ca. (1050-1031) a. C., pero esto no es probable. El período de su reinado corresponde más bien al de Assur-rabi II, ca. (1013-972) a. C.. 
La Crónica dinástica registra que fue enterrado en un palacio, pero su nombre no se ha conservado. No hay otras inscripciones que atestigüen su gobierno, aparte de una mención pasajera de sus desgracias en la Tablilla del dios sol de Nabu-apla-iddina y una sencilla inscripción sobre una punta de lanza.